# Number Ones (álbum de Janet Jackson)
Number Ones é a segunda coletânea de Janet Jackson lançada em 17 de novembro de 2009.
Em 25 de setembro de 2009 houve o lançamento do single "Make Me" para o iTunes, e a Amazon.
A coletânea conta com os 35 singles números-um mundialmente de Janet Jackson, e um novo single.: "Make Me".

## Desempenho Comercial

### EUA
A compilação superou expectativas vendendo mais de 40.374 cópias (80.748 unidades). Em 31 de agosto de 2010 o álbum foi relançado  como "Number Ones: Janet Icon", até essa data o álbum tinha vendido 172.000 cópias (344.000 unidades) nos EUA.

### Mundialmente
O álbum obteve no Reino Unido as melhores posições de Janet desde All For You. No Reino Unido, Bélgica e México o álbum foi certificado ouro.

## Lançamento
- América do Norte - 17 de novembro de 2009
- Europa - 23 de novembro de 2009
- Mundialmente - 23 de novembro de 2009